# Antonio Bacci
Antonio Bacci, italijanski rimskokatoliški duhovnik, škof in kardinal, * 4. september 1885, Giugnola, † 20. januar 1971, Vatikan.

## Življenjepis
9. avgusta 1909 je prejel duhovniško posvečenje.
28. marca 1960 je bil povzdignjen v kardinala in imenovan za kardinal-diakona S. Eugenio.
5. aprila 1962 je bil imenovan za naslovnega nadškofa Colonia in Cappadocia; 19. aprila istega leta je prejel škofovsko posvečenje. Leta 1963 je odstopil s tega položaja.